# Carl Schuricht
Carl Adolph Schuricht (Danzig (Imperi Alemany), 3 de juliol, 1880 - Corseaux-sur-Vevey, Cantó de Vaud (Suïssa), 7 de gener, 1967), va ser un compositor alemany i un dels directors d'orquestra més importants del segle XX.
De 1923 a 1944, va ser director musical general a Wiesbaden, on va obtenir reconeixement internacional per la seva interpretació de les obres de Gustav Mahler. També va ser director principal de l'Orquestra Simfònica de Leipzig (1931–1933) i de la Filharmònica de Dresden (1944), així com director artístic del Cor Filharmònic de Berlín (1933–1934). Abans del final de la guerra, va deixar Alemanya i es va establir a Suïssa.
Posteriorment, Schuricht va treballar com a director convidat, entre d'altres amb l'Orquestra del Concertgebouw, l'Orquestra de la Suisse Romande i la Filharmònica de Berlín. Va cultivar una relació particularment estreta amb la Filharmònica de Viena, de la qual va ser nomenat director honorari el 1960. Va actuar amb ells diverses vegades al Festival de Salzburg i va gaudir d'èxit internacional en gires a l'estranger.
Va ser considerat un intèrpret important de les obres del classicisme vienès i de les simfonies d'Anton Bruckner.

## Vida i obra
Origen i educació

Carl Adolph Schuricht va néixer a Danzig el 1880, fill de l'organista i constructor d'orgues Carl Conrad Schuricht (27 de gener de 1856 - 9 de juny de 1880) i de la cantant d'oratori i pianista polonesa Amanda Ludowika Alwine Schuricht, de soltera Wusinowska (11 de desembre de 1847 - 8 de març de 1935). El seu avi, Carl Gotthilf Schuricht, era un constructor d'orgues amb qui treballava el pare de Carl Adolph. Es va ofegar tres setmanes abans del naixement del seu fill mentre intentava rescatar un ajudant que havia caigut per la borda mentre transportava instruments a través del mar Bàltic. Com que la seva mare no es va tornar a casar, el noi va ser criat pel seu oncle.
Schuricht va assistir al Friedrichs-Realgymnasium de Berlín des del 1886 i al Königliches Realgymnasium de Wiesbaden des del 1892. Estava interessat en els poetes Joseph von Eichendorff i Adalbert Stifter. Schuricht va començar a estudiar violí i piano als sis anys. Als onze anys, va compondre les seves primeres peces (i va escriure els llibrets de dues òperes), i als quinze, va començar a dirigir. El seu primer professor va ser el director de la cort de Wiesbaden, Franz Mannstädt.
El 1902, va rebre el premi de composició de la Fundació Kuszynski i una beca de Franz von Mendelssohn (nebot de Felix Mendelssohn Bartholdy). Del 1901 al 1903, va estudiar piano amb Ernst Rudorff i composició amb Engelbert Humperdinck i Heinrich van Eyken al Conservatori Stern de Berlín. Va continuar els seus estudis amb Max Reger a Leipzig. També va mantenir un estret contacte amb el violinista Henri Marteau i l'escriptor Friedrich Lienhard.

## Experiència professional
Director musical general a Wiesbaden

A la temporada 1901/02, Schuricht va ser repetidor al Teatre Estatal de Mainz. De 1904 a 1906, no va poder continuar la seva carrera a causa d'una malaltia. Durant una temporada el 1906, va ser director de l'Orquestra Filharmònica de Dortmund, substituint Georg Hüttner. Schuricht va treballar com a director d'opereta al Teatre Municipal de Zwickau el 1907/08. A continuació, va dirigir l'Orquestra del Balneari de Bad Kreuznach i els concerts d'oratori i cor d'homes a Goslar. També va participar activament en la promoció de les obres de Frederick Delius a Alemanya.

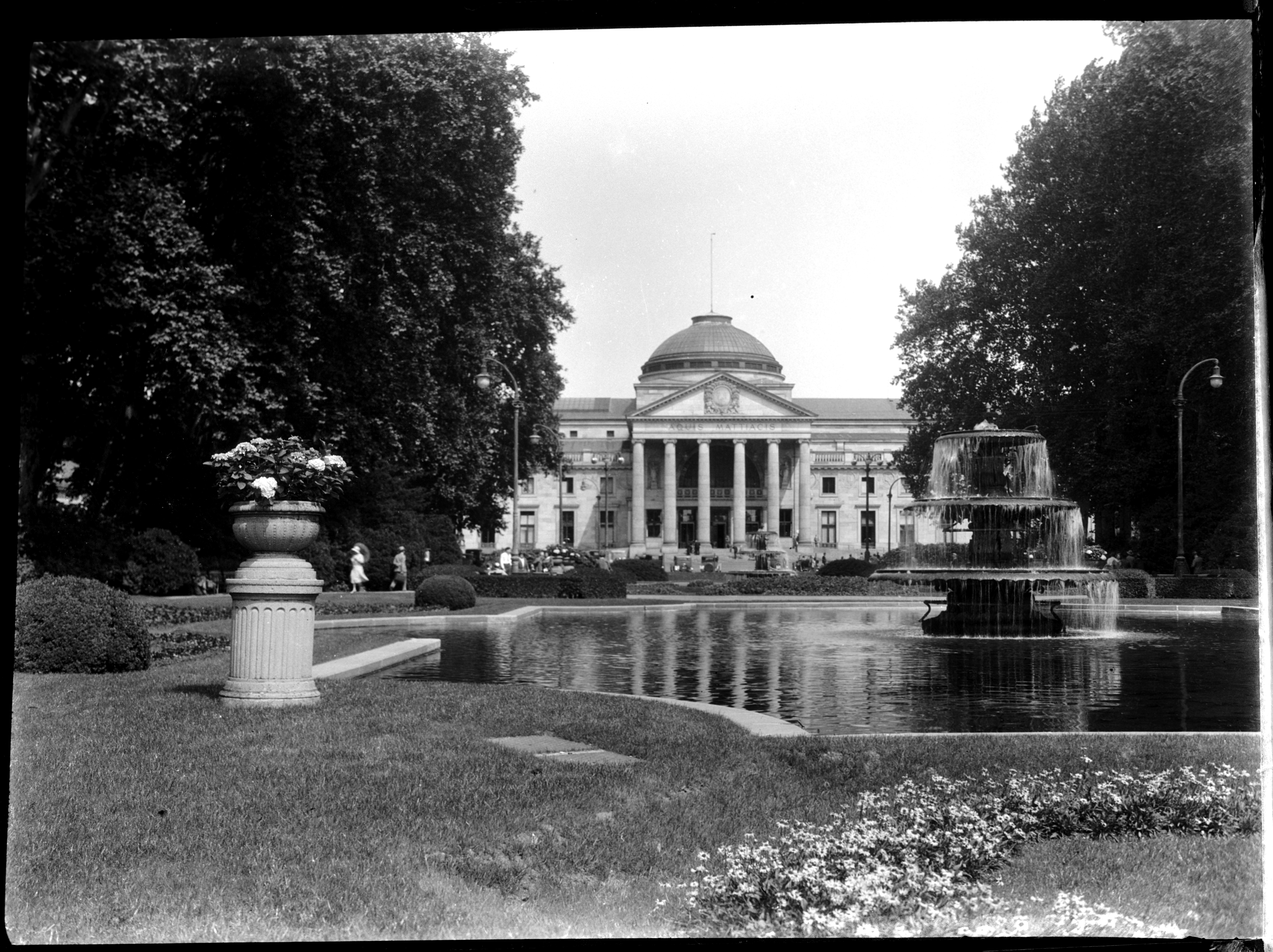
Kurhaus de Wiesbaden

El 1909, Carl Schuricht va succeir a Siegfried Ochs com a director de cor del Rühl'schen Oratorienverein a Frankfurt del Main. De 1912 a 1944 va ser director musical (des de 1922 director musical general) de Wiesbaden. De 1928 a 1933 Schuricht va viure a l'Hotel Oranien. Entre 1930 i 1939 va dirigir l'Orquestra Municipal en el seu cicle i concerts simfònics al Kurhaus de Wiesbaden. Schuricht va incloure música clàssica, romàntica i moderna d'Alban Berg, Claude Debussy, Paul Hindemith, Maurice Ravel, Max Reger, Arnold Schönberg i Ígor Stravinski al programa. La seva estrena de la 8a Simfonia de Mahler a Wiesbaden el 1913 el va fer famós a tota Alemanya.
Un any més tard va debutar amb la Simfonia núm. 1 de Brahms al Queen's Hall de Londres i al Teatre de la Scala de Milà (i de nou diverses vegades a la dècada del 1940). Va dirigir la Filharmònica de Berlín per primera vegada el 1921, i a partir del 1925 va dirigir els seus concerts de subscripció juntament amb Bruno Walter. El programa incloïa la Simfonia núm. 6 de Mahler. L'estiu del 1921 va dirigir dos dels quatre concerts (juntament amb Wilhelm Furtwängler) al 4t Festival de Brahms de Wiesbaden. Va ser el director del Primer Festival Mahler alemany de Wiesbaden el 1923. El 1927 va fer una aparició com a convidat amb l'Orquestra Simfònica de Saint Louis als EUA. L'estiu del 1929 va impartir cursos de direcció al Palau de Charlottenburg per a l'Institut Alemany de Música per a Estrangers sota el patrocini del Ministeri de Ciència, Art i Educació Pública prussià. De 1930 a 1939, va dirigir els concerts d'estiu a Scheveningen, Països Baixos, i va estar estretament vinculat a l'Orquestra del Concertgebouw i a l'Orquestra Residentie de La Haia.

## Director principal de l'Orquestra de la Ràdio de Leipzig i director convidat
A Leipzig, a principis de la dècada de 1930, Schuricht va competir amb Günther Ramin, més tard Thomaskantor, pel càrrec de director principal de l'orquestra de la ràdio. De 1931 a 1933, va ser director principal de l'Orquestra de la Ràdio de Leipzig. El seu predecessor, Alfred Szendrei, havia estat obligat a deixar el seu càrrec per la ràdio a causa dels seus orígens jueus. Sota el lideratge de Schuricht, l'orquestra va ascendir fins a convertir-se en la millor orquestra de ràdio d'Alemanya. Posteriorment va ser candidat al càrrec de Kapellmeister de la Gewandhaus, amb l'orquestra del qual va fer diverses aparicions com a convidat. La junta de la Gewandhaus va escollir Hermann Abendroth el 1934.
El 1933, Schuricht va assumir el càrrec de Cor de la Filharmònica de Berlín d'Otto Klemperer, que va dirigir fins al 1934. Va ser responsable de les estrenes de lAllégro sinfonique de Poot i de la Concertante Musik de Blacher (el gran avenç de Blacher), així com del Hamlet de Blacher i del Concert per a violí de Höller a la Filharmònica de Berlín. El 1934 va dirigir la Filharmònica de Viena per primera vegada. Entre 1937 i 1944 també va ser el principal director convidat de l'Orquestra Simfònica de la Ràdio de Frankfurt. Va fer aparicions com a convidat amb l'Orquestra Nacional de França al París ocupat el 1942 i el 1943.
Després de la marxa de Paul van Kempen, va ser el primer director convidat de la Filharmònica de Dresden de 1943 a 1944. A la fase final de la Segona Guerra Mundial (agost de 1944), va ser inclòs a la llista "Gottbegnadeten" dels directors més importants aprovats per Adolf Hitler, cosa que el va salvar del servei militar, fins i tot al front domèstic. Tot i que va ser nomenat director principal de la Filharmònica de Dresden l'1 d'octubre de 1944, ja no va ser desplegat a causa del "desplegament total de treballadors culturals en temps de guerra" ordenat per Joseph Goebbels l'1 de setembre de 1944 i el tancament de tots els teatres i orquestres. El crític musical Karl Laux va escriure un comentari eufòric sobre Carl Schuricht a la Dresdner Zeitung el juliol d'aquell any. El considerava un dels "primers directors del nostre temps" i va afirmar tenir un coneixement suficient de la cultura musical de Dresden, però això s'havia tornat obsolet de sobte.

## Emigració i anys suïssos
Schuricht no va poder mantenir el seu càrrec a Dresden. A la dècada de 1940, les diferències amb el règim nacionalsocialista van créixer i va donar suport a la seva exdona jueva, de qui s'havia divorciat sota pressió política el setembre de 1933, perquè emigrés a l'estranger. El fet que Schuricht hagués de ser enviat a un camp el 1944, però que fos advertit prèviament per un soldat de la Gestapo que coneixia i abandonés Alemanya el novembre de 1944, és verificable pel que fa a la seva sortida d'Alemanya, però no al procés en si: es pot deixar obert si el director principal designat de la Filharmònica de Dresden (a partir de l'1 d'octubre de 1944) i un director de la llista dels dotats per Déu ho van experimentar seriosament o si es tracta d'una mena de reclamació defensiva. Mentre que l'escriptor musical Fred Hamel va escriure sobre l'expulsió d'Alemanya o el publicista Thomas Keilberth va avaluar l'actitud de Schuricht envers el règim com una emigració interna, la historiadora Marianne Buder va fer una comparació amb els "temps difícils" del Thomaskantor Günther Ramin, o el musicòleg Hans Heinz Stuckenschmidt fins i tot volia veure resistència en la direcció de Schuricht de "compositors indesitjables", l'historiador musical Fred K. Prieberg, amb la seva visió més crítica de la carrera de Carl Schuricht, sembla estar més a prop d'això: en la seva opinió, Schuricht es va beneficiar de les condicions dins del sistema nazi fins al 1944 i simplement va "canviar de bàndol" amb el temps.
Schuricht es va traslladar a Suïssa i es va establir a Crans-Montana, al cantó de Valais, a finals de 1944. Es va casar amb la suïssa Maria Martha Banz a Zuric, a qui havia conegut anteriorment al Festival de Lucerna. Va acceptar una invitació d'Ernest Ansermet a l'Orquestra de la Suisse Romande, amb qui va treballar durant diversos anys en més de 60 concerts. El seu compromís amb Mahler i Bruckner li va valer crítiques dels musicòlegs locals conservadors.

## Col·laboració amb la Filharmònica de Viena

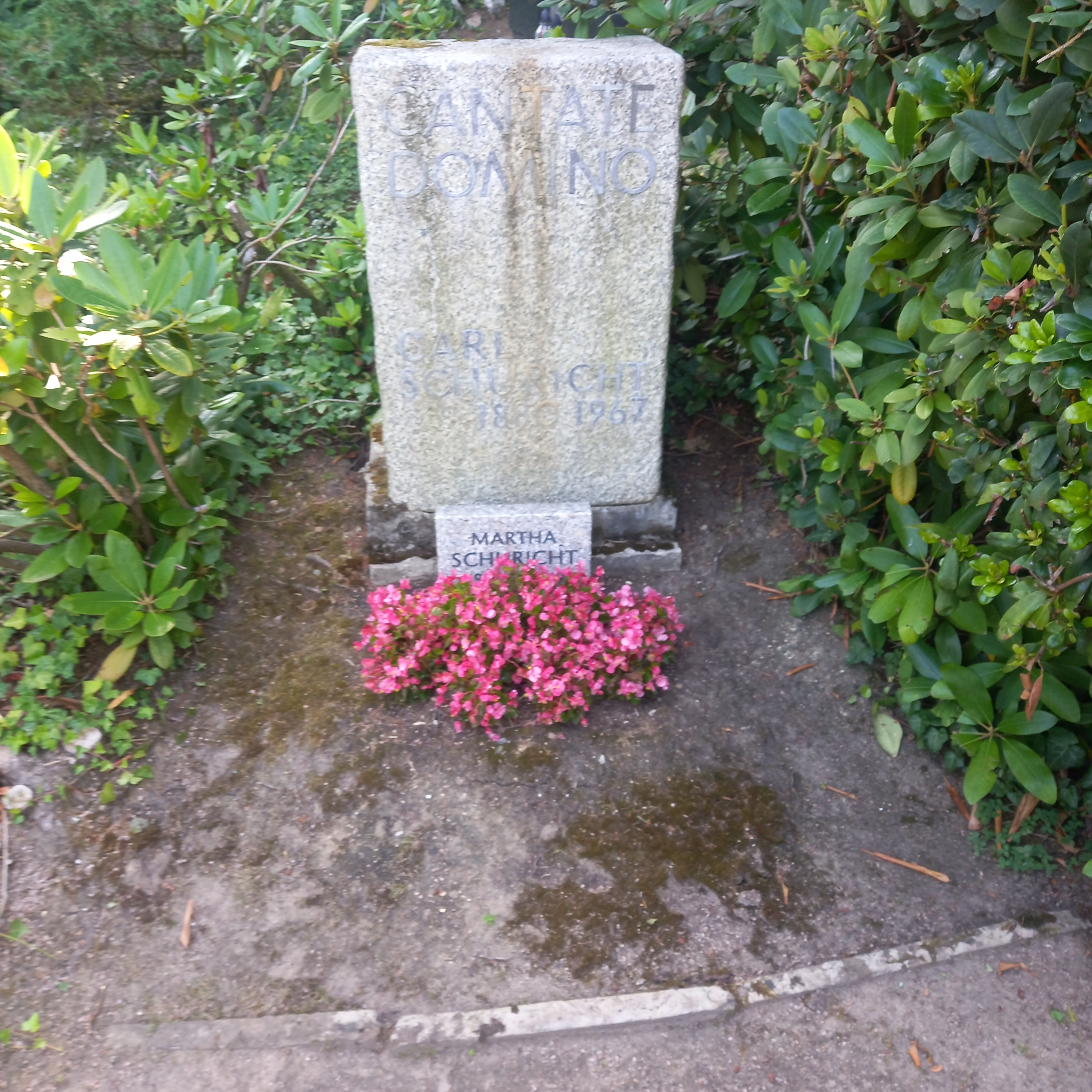
La tomba de Carl Schuricht i la seva dona Martha, de soltera Banz, al Nordfriedhof (Wiesbaden)

A la reobertura del Festival de Salzburg el 1946, Schuricht va interpretar obres de Beethoven, Brahms, Bruckner i Mozart amb la Filharmònica de Viena. Va tornar al Festival de Salzburg el 1960, 1961, 1964 i 1965. El 1956 i el 1958, va dirigir el Concert Commemoratiu de Furtwängler al Musikverein de Viena i a les Setmanes Mozart de Salzburg. Va ser només durant aquest temps que va assolir fama internacional.
Després de la mort d'Erich Kleiber, ell i André Cluytens van fer una gira pels EUA i el Canadà amb la Filharmònica de Viena per primera vegada des de la guerra (inclosa la DAR Constitution Hall de Washington i el Carnegie Hall de Nova York). Es van interpretar Beethoven, Berg, Bruckner, Haydn, Mendelssohn, Mozart, Strauss i Weber. Amb motiu del Dia dels Drets Humans el 10 de desembre, va actuar davant l'Assemblea General de les Nacions Unides. Schuricht va inaugurar el Ball Filharmònic de 1957 amb el vals de Johann Strauss "Al bell Danubi blau". El 1958, va tornar a actuar amb la Filharmònica de Viena en concerts a Suïssa, França, Àustria i Espanya.
Als anys cinquanta i seixanta, Schuricht va dirigir l'Orquestra Simfònica de la Ràdio de Stuttgart diverses vegades. També va tocar amb l'Orquestra Simfònica NDR, l'Orquestra Simfònica de la Ràdio de Frankfurt, la Deutsches Symphonie-Orchester Berlin i l'Orquestra Simfònica de la Ràdio de Baviera. El 1957, va ser director convidat al Festival Ravinia de l'Orquestra Simfònica de Chicago a Highland Park, Illinois, i al Festival de Música de Berkshire Mountain de l'Orquestra Simfònica de Boston a Tanglewood, Massachusetts. Va dirigir l'Orquestra Simfònica de Londres al Royal Festival Hall de Londres el 1963 i el 1965.
Schuricht posseïa una vil·la a Corseaux-sur-Vevey, al llac Ginebra, des del 1943. Va morir en un hospital suís el 7 de gener de 1967. El 2011, la seva urna va ser traslladada a una tomba honorífica al cementiri Nordfriedhof de Wiesbaden.

## Importància
Schuricht tenia un ampli repertori. Es va dedicar especialment al classicisme vienès i al romanticisme tardà, i estava menys entusiasmat amb les obres de Richard Wagner. Tenia una gran devoció musical per Gustav Mahler. La seva activa col·laboració amb les Orquestres Filharmòniques de Berlín i Viena al Festival de Salzburg el va fer mundialment famós. La premsa internacional el va classificar al costat de Bruno Walter i Wilhelm Furtwängler, però també amb Clemens Krauss, Arturo Toscanini i Otto Klemperer. Com a director d'orquestra, va defensar l'objectivitat. L'editor musical de Stuttgart, Götz Thieme, va comparar la claredat del seu estil amb la de Pierre Boulez. El lema de Schuricht sempre va ser: "Servir una causa és millor que utilitzar-la". El musicòleg Bernard Gavoty va descriure el director com a fidel a l'obra, moderat i flexible. El 1955, va fer una valoració positiva de Schuricht a la sèrie "Els grans intèrprets". El va comptar entre els "tres o quatre directors més grans del nostre temps" amb la capacitat d'adreçar-se a tots els nivells sensorials de l'oient. Els musicòlegs Richard Schaal i Willy Tapolet van parlar de la seva "tendència cap a una forta espiritualització de la interpretació". El musicòleg Matthias Meyer va qualificar les seves interpretacions d'"equilibrades i perfectament formades". I el director d'òpera Rudolf Schulz-Dornburg va dir de Schuricht: 
| « | "L'obra i la creació musical d'aquest home físicament petit es caracteritzaven per una modèstia artística que li permetia allunyar-se completament de l'obra d'un compositor". | » |

A diferència del jove Herbert von Karajan, els seus enregistraments van ser limitats a causa de la manca d'una orquestra permanent. Tanmateix, existeixen enregistraments importants amb la Filharmònica de Viena (simfonies de Bruckner) i l'Orchestre de la Société des Concerts du Conservatoire (simfonies de Beethoven). El musicòleg Fritz Oeser va interpretar els seus enregistraments de Beethoven com aquells en què "l'objectivitat masculina més austera s'aparella amb una tremenda obsessió".

## Premis
Honors

- 1936: Orde del Fènix del Govern Grec
- 1938: Comandant de l'Orde d'Orange-Nassau
- 1944: Creu al Mèrit de Guerra (Alemanya) (1939), Segona Classe sense Espases[48]
- 1948: Medalla Bruckner Holandesa
- 1950: Medalla Anton Bruckner de la Societat Internacional Bruckner
- 1953: Gran Creu de l'Orde al Mèrit de la República Federal Alemanya
- 1953: Ciutadà Honorari de la Ciutat de Wiesbaden
- 1955: Placa Goethe de l'Estat de Hesse
- 1956: Medalla Nicolai de la Filharmònica de Viena
- 1957: Membre Honorari de la Societat Bruckner d'Amèrica
- 1957: Títol professional de Professor pel President Federal de la República d'Àustria, Adolf Schärf[49][50]
- 1958: Medalla d'Or de la Societat Internacional Gustav Mahler de Viena[51]
- 1960: Membre Honorari de la Filharmònica de Viena
- 1961: Medalla Mozart de la Comunitat Mozart Viena[52]
- 1965: Gran Creu d'Orde Civil d'Alfons X el Savi

Reconeixements addicionals

La ciutat de Wiesbaden el va homenatjar amb un carrer Carl Schuricht. Existeix un Saló Carl Schuricht al Kurhaus de Wiesbaden, així com un monument davant de la Sala Christian Zais.

## Obres (Composicions)
Schuricht va compondre música de cambra, cançons, obres orquestrals i sonates. Les obres següents van ser publicades el 1906 per Drei-Lilien-Verlag a Berlín:
- Sonata en fa menor Op. 1 per a piano
- Tres peces de tardor: Alegria de tardor; Des del bosc alt; Trist de tardor Op. 2 per a piano (més tard també per a orquestra)
- Cinc cançons: No vens, sol? Pregària; A la porta; On vagis tu, allà aniré jo també; Si tingués una casa en tranquils boscos de pins. Op. 3
- Tres preludis Op. 4 per a piano.:[54]

També:
- Cançó Erinnerung. Schellenberg, Wiesbaden
- Nordic Fantasy per a orquestra (moviments: Sturm an der Felsküste; Nordlicht/Winternacht; Bergfreiheit)
- Preludi del drama Heinrich von Ofterdingen de Friedrich Lienhard. Realitzat, entre d'altres. 23 de març de 1905 a Danzig, revisat el 16 de març de 1906 a Danzig.[55]

## Disputes familiars i d'herència
En el seu testament de 1955, Carl Schuricht va llegar tota la seva fortuna a la seva quarta esposa (des del 1944), Martha Schuricht, de soltera Banz (1916–2011). Helmut Weisbach, de solter Johannes Schuricht (nascut el 1916; més tard es va anomenar Helmut Schuricht), fill del seu matrimoni amb Frederike Heinemann del 1908 al 1922 i fill adoptiu de Hans Weisbach, va presentar més tard una demanda contra això.
Schuricht sempre va dubtar de la paternitat del nen i, durant la seva vida, es va limitar a un total de 30.000 francs suïssos en pagaments de manutenció infantil a la seva nora i néts. La Sala Civil del Tribunal Cantonal de Vaud va fallar a favor del demandant el 1969. Martha Schuricht va apel·lar la decisió, que va ser desestimada pel Tribunal Suprem Federal Suís el 1971 amb el següent raonament: "Els diners que un pare paga a la seva dona divorciada i als fills del seu fill per proveir el seu manteniment no estan subjectes a igualació." (BGE 97 II 209)

## Escrits
- De la meva vida, conferència pronunciada el 16 de desembre de 1954 a Ginebra, Sala de l'Ateneu (manuscrit en possessió de Willy Tappolet)

## Discografia (selecció)
Conjunt de 10 CD] (Documents, 2003)
- Schuricht Decca Recordings 1949–1956 [conjunt de 5 CD] (Decca, 2004)
- Schuricht dirigeix la Filharmònica de Dresden (Berlin Classics, 2005)
- Carl Schuricht Collection [conjunt de 20 CD] (Hänssler, 2007)
- Schuricht (BBC Legends, 2007)
- Simfonies 8 i 9 / Bruckner (EMI Classics, 2012)

## Filmografia
- Carl Schuricht – Retrat d'una vida. Pel·lícula documental, Alemanya Occidental 1956–1958, dirigida per Rolf Unkel i Dieter Ertel.